# Sébastien Haller
Sébastien Romain Teddy Haller (* 22. června 1994 Ris-Orangis) je profesionální fotbalista francouzského původu, který hraje na pozici útočníka za národní tým Pobřeží slonoviny a za německý klub Utrecht, kde je na hostování z Borussie Dortmund.

## Klubová kariéra

### AJ Auxerre
Haller začal svou fotbalovou kariéru v AJ Auxerre, do jehož akademie přišel v roce 2007. Od roku 2010 začal nastupovat za rezervní tým, již o dva roky později, 27. června 2012, pak odehrál svůj debut za A-Tým v druhé francouzské lize proti Nîmes Olympique. Svůj premiérový gól za první tým Auxerre vstřelil v následující sezóně, konkrétně 6. srpna 2013 v utkání Coupe de la Ligue proti Stade Brestois.
Během celého působení v AJ Auxerre odehrál napříč soutěžemi 50 utkání, ve kterých vstřelil 6 gólů a přidal 2 asistence.

### FC Utrecht
V lednu 2015 odešel Haller na hostování do nizozemského klubu FC Utrecht. Svůj debut za klub odehrál 18. ledna v ligovém utkání proti SC Heerenveenu. 15. února pak v zápase proti FC Dordrechtu nastřílel celkem 4 góly, čímž výrazně přispěl k výhře svého týmu 6:1. S Utrechtem se v této sezoně umístil na dvanáctém místě, během celého hostování odehrál 17 utkání, ve kterých vstřelil 11 gólů a přidal také 5 asistencí.
Hned po konci tohoto hostování ho nizozemský celek odkoupil od AJ Auxerre za 750 tisíc eur. Hned v úvodním utkání nové sezóny Eredivisie proti Feyenoordu vstřelil 2 góly, ani to však na výhru nestačilo a Utrecht zápas prohrál 3:2. V utkání osmifinále nizozemského poháru vstřelil hattrick proti týmu Achilles '29. Právě v této soutěži se s Utrechtem dostal až do finále, ve kterém jeho tým podlehl Feyenoordu 2:1. V této sezóně se s Utrechtem umístil na 5. příčce.
V následující sezóně odehrál za Utrecht 32 z celkových 34 ligových utkání. Do zápasu proti FC Groningenu 16. září 2016 nastoupil dokonce jako kapitán týmu. V této sezóně se Utrecht umístil na 4. místě, což byl jeho nejlepší výsledek od sezóny 1990/91, kdy skončil rovněž 4.. Heller odehrál během svého pobytu v Utrechtu celkem 81 utkání, ve kterých vstřelil 40 gólů a přidal 12 asistencí.

### Eintracht Frankfurt
Po úspěšném působení v Utrechtu přestoupil Haller v červenci 2017 do německého Eintrachtu Frankfurt. zde odehrál svůj debut v utkání DFB-Pokalu proti TuS Erndtebrücku. V tomto utkání také vstřelil svůj premiérový gól za Eintracht a přidal také dvě asistence. Svůj Bundesligový debut si odbyl 20. srpna proti Freiburgu. V této sezoně získal Haller svou první trofej, když s Frankfurtem po vítězství nad Bayernem Mnichov vyhrál německý pohár. V té samé sezóně také s klubem postoupil do semifinále Evropské ligy UEFA.
Hned v prvním bundesligovém kole následujícího ročníku si připsal gól a asistenci proti Freiburgu. V ligovém utkání proti Fortuně Düsseldorf vstřelil dva góly a přidal jednu asistenci. V této sezoně se s Eintrachtem umístil na sedmém místě. Během celého angažmá v Německu odehrál 77 utkání, ve kterých vstřelil 33 gólů a přidal 19 asistencí.

### West Ham United
Dne 17. července 2019 přestoupil za pro klub rekordních 50 milionů eur do anglického West Hamu United. Svůj debut v klubu odehrál 10. srpna 2019 v utkání Premier League proti Manchesteru City. Hned v následujícím svém zápase, 24. srpna proti Watfordu, vstřelil dva góly. Svými výkony během celé sezony pomohl West Hamu k udržení se v Premier League.

### Ajax
Dne 8. ledna 2021 přestoupil Haller do nizozemského klubu Ajax za částku 22,5 milionu eur (579,6 milionu korun), čímž se stal nejdražší posilou klubu v historii. V klubu se spojil se svým bývalým manažerem Erikem ten Hagem, pod kterým hrával v Utrechtu. Haller debutoval o dva dny později, když nastoupil do druhého poločasu zápasu proti PSV. V zápase asistoval Antonymu na vyrovnávací gól při remíze 2:2. Dne 14. ledna vstřelil Haller svůj první gól v dresu Ajaxu, při ligovém vítězství 3:1 nad Twente ještě přidal gólovou asistenci. 3. února vyšlo najevo, že Haller byl nedopatřením vynechán ze seznamu hráčů, kteří byli nominování na zápasy vyřazovací fáze Evropské ligy UEFA.

#### Sezóna 2021/22
Dne 15. září 2021, při venkovním vítězství 5:1 nad Sportingem v Lize mistrů, dvakrát skóroval v obou poločasech a stal se prvním hráčem, který při svém debutu v Lize mistrů vstřelil čtyři góly, od roku 1992, kdy to dokázal v dresu AC Milán Marco van Basten. V následujícím zápase sezóny Ligy mistrů, 28. září, vstřelil Haller gól do sítě tureckého Beşiktaşe a stal se prvním hráčem v historii soutěže, který vstřelil pět gólů ve svých prvních dvou zápasech. V odvetném utkání, 24. listopadu, vstřelil Haller dva góly při výhře 2:1 a stal se prvním hráčem, který vstřelil devět gólů v pěti po sobě jdoucích zápasech soutěže. 7. prosince Haller skóroval v posledním zápase Ajaxu ve skupinové fázi Ligy mistrů a stal se tak teprve druhým hráčem po Cristianu Ronaldovi, který se zapsal do střelecké listiny ve všech šesti zápasech skupiny. Stal se také hráčem, který nejrychleji vstřelil deset gólů v historii soutěže. 23. února 2022 si, v zápase osmifinále Ligy mistrů proti Benfice, nejprve vstřelil vlastní branku, ale následně se prosadil i do sítě soupeře a pomohl Ajaxu k venkovní remíze 2:2. Stal se tak prvním hráčem, který skóroval v sedmi po sobě jdoucích zápasech v historii Ligy mistrů.

### Borussia Dortmund
Dne 6. července 2022 přestoupil Haller do německé Borussie Dortmund.Jeho nový klub za něj zaplatil 31 milionů euro, s možností růstu přestupové částky na finálních 34,5 milionů euro při splnění blíže nespecifikovaných bonusů.

#### Hostování v Leganés
Dne 30. srpna 2024 byl Haller poslán na jednoroční hostování do španělského klubu CD Leganés.

## Reprezentační kariéra
Haller v mládežnických kategoriích reprezentoval Francii, mimo jiné na mistrovství světa do 17 let 2011, v seniorské reprezentaci však hraje za Pobřeží slonoviny. Svůj debut za tuto reprezentaci odehrál 12. listopadu 2019 proti Madagaskaru.

## Úspěchy a ocenění
- DFB-Pokal: 2017/18

## Osobní život
V červenci roku 2022 mu byla diagnostikována rakovina varlat.